# Dobrești (gmina w okręgu Ardżesz)
Dobrești – gmina w Rumunii, w okręgu Ardżesz. Obejmuje miejscowości Dobrești i Furești. W 2011 roku liczyła 1808 mieszkańców.